# ウォーキートーキー

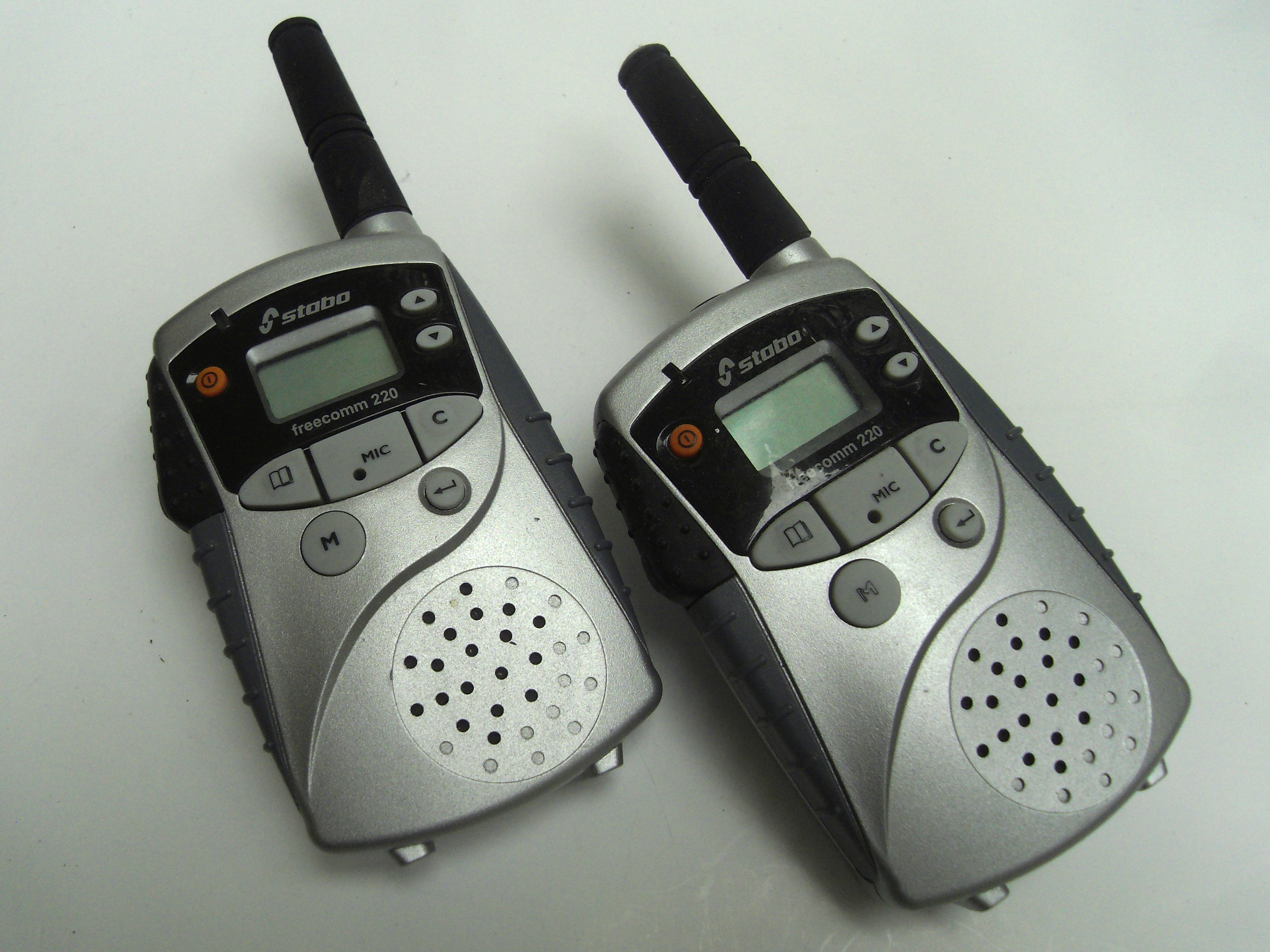
ウォーキートーキーの一例

ウォーキートーキー(英: walkie-talkie)とは、持ち運べる、コンパクトでバッテリーで作動するトランシーバーで、プッシュ・ツー・トーク（送信時にはボタンを押す方式）のもの。

## 歴史

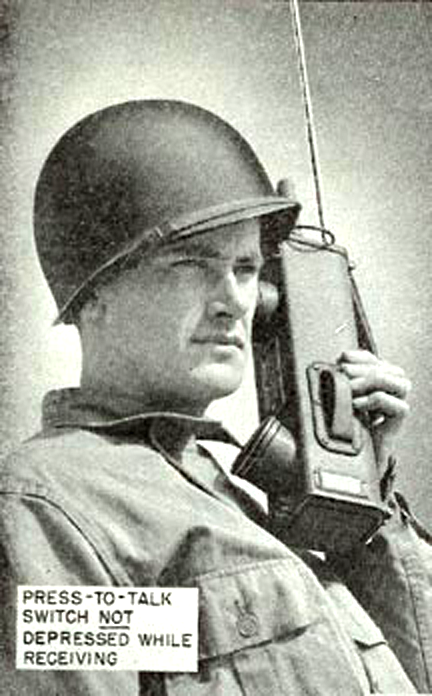
SCR536。使用法を示した写真。写真の左下に使用法が書いてあり、受信する場合はボタンを押してはならない、と下線付きで注意を喚起している。

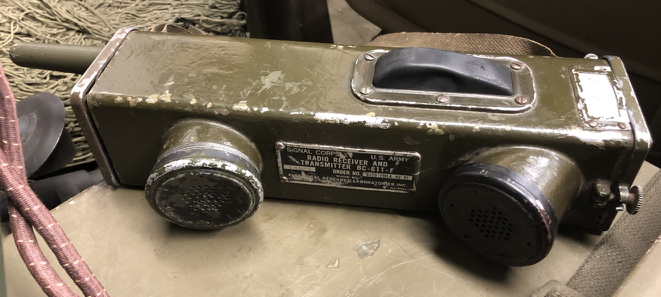
第二次世界大戦当時のハンディ・トーキー　BC-611（第二次世界大戦国際博物館の展示品）

最初のウォーキートーキーは第二次世界大戦時に陸軍で使用するために開発され、戦後に救助隊や商業用途などで広範に使用されるようになった。
1940年、モトローラ社の前身ガルビン社が開発した最初の背負い式送受信機SCR-300は愛称が「ウォーキートーキー」で、周波数変調採用を発案したダン・ノーベルほか主任電波技術者のヘンリック・マグヌスキ、マリオン・ボンド、ロイド・モリス、ビリー・ヴォーガルが開発チームメンバーである。
第2次世界大戦中、モトローラ社は振幅変調を採用した携帯型ハンディートーキー (略称：HT) SCR-536も生産しており、SCR-300ウォーキートーキーに比して性能は低いが片手保持で使用可能な筐体で、両機とも真空管を高電圧乾電池で駆動する。1951年5月22日、モトローラ社により特許商標局登録ナンバー71560123で合衆国国内適用として、ハンディートーキーが商標登録され、他の無線機製造会社は携帯型無線機にその呼称を使用できない。
- 1965年の長いアンテナのもの
- 1976年ころのウォーキートーキー

## 現在の状況
20世紀まではアナログ方式が主流だったが、近年では周波数利用効率の高いデジタル方式へ移行しつつあり、DTMFキーボードで中継局へトーン信号送出する方式も加わった。
また音声に反応して送受信を自動切り替えする機能（Voice Operation Control,VOX) 、ハンズフリーオペレーション機能などで便利になり、小型軽量化も著しい。警備、警察、軍事、イベント運営、野外活動等、幅広い分野で多用されている。
- 警察
- 警備兵

## 玩具用ウォーキートーキー
低出力形式は無免許運用可能で玩具として普及している。北米の玩具用ウォーキートーキーは、27MHz市民バンド2ch水晶で送信出力100mW未満、新機種は49MHｚ帯FM方式でコードレス電話や乳幼児監視装置と周波数帯を分け合っている。最低価格帯商品は1周波数水晶式が多い。

## その他
イギリスのロンドンにある超高層ビル「20フェンチャーチ・ストリート」は、形状が上側ほど広いためウォーキートーキーと呼ばれる。